# Arnold Assarsson
Erik Arnold Esbjörn Assarsson, född 9 december 1974 i Örkelljunga församling i dåvarande Kristianstads län, är en hoppryttare på elitnivå.
Arnold Assarsson tog ridborgarmärket redan som treåring och har tagit silver i svenska mästerskapen i hoppning 2000. Assarsson har bland annat ridit och tävlat hästar som Cortus, Lipton, As de Thurin, Dirko, Carland och Alido VI.
Han var nominerad till VM 1993, tog silver på SM 2000 och silver på SM för unghästar 2001.
Han var finalist i VM för unghästar på Zangersheide 2001 och har ett stort antal vinster och placeringar nationellt och internationellt till 1.60-nivå (Grand Prix). 
Han har också utbildat ett stort antal olika hästar till 1.60-nivå.